# Lambert (Mississippi)
Pour les articles homonymes, voir Lambert.
La ville américaine de Lambert est située dans le comté de Quitman, dans l’État du Mississippi. Lors du recensement de 2000, sa population s’élevait à 1 967 habitants.

## Source
- (en) Cet article est partiellement ou en totalité issu de l’article de Wikipédia en anglais intitulé « Lambert, Mississippi » (voir la liste des auteurs).